# 布里奇维尔 (特拉华州)
布里奇维尔（英語：Bridgeville），是美国特拉华州苏塞克斯县（Sussex）下属的一座城镇，面积为12.49平方公里，均为陆地。2011年的数据显示该地有人口2,081人。论人口在本州排行第19。